# Jesús Montoya Alarcón
Jesús Montoya Alarcón (Cabezo de Torres, Múrcia, 4 de desembre de 1963) va ser un ciclista espanyol que fou professional entre 1987 i 1996. La seva constitució física el va fer bo a les etapes de muntanya. En el seu palmarès destaquen dues victòries d'etapa a la Volta a Espanya i una segona posició final en aquesta mateixa cursa en l'edició de 1992, per darrere Tony Rominger, després de 12 dies liderant la cursa.

## Palmarès
- 1986
  - 1r al Circuito Montañés
  - 1r a la Santikutz Klasika
  - 2n a la Volta al Bidasoa
  - 3r a la Volta a Navarra
- 1987
  - Vencedor d'una etapa de la Volta a Cantàbria
- 1990
  - 1r a la Vuelta a los Valles Mineros
  - Vencedor d'una etapa de la Volta a Catalunya
- 1991
  - 1r al Gran Premi de Primavera
  - Vencedor d'una etapa de la Volta a Espanya
- 1992
  - Vencedor d'una etapa de la Volta a Andalusia
  - 2n a la Volta a Espanya
- 1993
  - 1r a la Pujada al Naranco
  - Vencedor d'una etapa de la Volta a Espanya
- 1994
  - Vencedor d'una etapa de la Setmana Catalana
- 1995
  -  Campió d'Espanya en ruta
  - 3r a la Volta a Catalunya

### Resultats a la Volta a Espanya
- 1987. 67è de la classificació general
- 1988. 104è de la classificació general
- 1990. 18è de la classificació general
- 1991. 23è de la classificació general. Vencedor d'una etapa
- 1992. 2n de la classificació general  Mallot groc durant 12 etapes
- 1993. 5è de la classificació general. Vencedor d'una etapa. 1r de la Classificació de la combinada
- 1994. Fora de control (15a etapa)
- 1995. 37è de la classificació general
- 1996. Abandona (8a etapa)

### Resultats al Tour de França
- 1991. 74è de la classificació general
- 1992. 69è de la classificació general
- 1993. 117è de la classificació general
- 1996. Abandona (17a etapa)

### Resultats al Giro d'Itàlia
- 1994. Abandona (20a etapa)
- 1995. 27è de la classificació general